# Armin Öhri
Armin Öhri (* 23. September 1978) ist ein liechtensteinischer Schriftsteller. Er wurde für seinen Roman Die dunkle Muse mit dem Literaturpreis der Europäischen Union ausgezeichnet. Neben Kriminalromanen schreibt er auch über liechtensteinische Themen.

## Leben
Armin Öhri wuchs im liechtensteinischen Ruggell auf. Er studierte Geschichte, Philosophie und Germanistik. Sein erstes Buch mit dem Titel Das Nachtvolk erschien 2009 im van Eck-Verlag, später wechselte er zum Gmeiner-Verlag, wo sein zweiter Erzählband Die Entführung 2010 erschien. Das Buch arbeitet die Entführung eines jüdischen Bruderpaares 1933 in Liechtenstein auf. Danach wandte sich Öhri dem Genre des historischen Kriminalromans zu, zuerst zusammen mit Vanessa Tschirky (Sinfonie des Todes), dann alleine, als er die Romane über den Kriminalzeichner Julius Bentheim schrieb. Erschienen sind zwischen den Jahren 2012 und 2015 drei Romane mit Bentheim als Protagonisten. Nach mehreren historischen Romanen erschien 2016 das Werk Liechtenstein – Roman einer Nation, wo er die liechtensteinische Geschichte der 20. Jahrhunderts anhand des Lebens eines fiktiven Treuhänders erzählt.
Neben seiner schriftstellerischen Tätigkeit ist Öhri Lehrer an einer Wirtschaftsschule in der Schweiz und betätigt sich auch als Literaturveranstalter: mit Daniel Batliner er ist Gründer des liechtensteinischen Literatursalons. Öhri war auch Mitinitiator des Autorenverbandes „IG Wort“, zu dessen Präsident er gewählt wurde. 2014 wurde er mit dem Literaturpreis der Europäischen Union ausgezeichnet. Öhri ist wohnhaft in Grabs.

## Werke
- Das Nachtvolk. Erzählung. Van Eck-Verlag 2009. ISBN 978-3905881028
- Die Entführung. Erzählung. Gmeiner-Verlag 2010, ISBN 978-3905881097
- Sinfonie des Todes. Historischer Kriminalroman. Gmeiner-Verlag 2011, ISBN 978-3-8392-1145-8
- Die dunkle Muse. Julius Bentheims erster Fall. Historischer Kriminalroman. Gmeiner-Verlag 2012, ISBN 978-3-8392-1295-0
- Der Bund der Okkultisten. Julius Bentheims zweiter Fall. Historischer Kriminalroman. Gmeiner-Verlag 2014, ISBN 978-3-8392-1500-5
- Die Dame im Schatten. Julius Bentheims dritter Fall. Historischer Kriminalroman. Gmeiner-Verlag 2015, ISBN 978-3-8392-1729-0
- Die letzte Reise der Hindenburg. Kurzroman. E-Book, Gmeiner-Verlag, 2016 ISBN 978-3-7349-9213-1
- Professor Harpers Expedition. Historischer Roman. E-Book, Gmeiner-Verlag, 2016 ISBN 978-3-7349-9223-0
- Liechtenstein. Klein, aber oho Herausgeber. Gmeiner-Verlag, 2016, ISBN 978-3-8392-1986-7
- Liechtenstein. Roman einer Nation. Zeitgeschichtlicher Kriminalroman. Gmeiner-Verlag 2016, ISBN 978-3-8392-1978-2
- Das schwarze Herz. Julius Bentheims vierter Fall. Historischer Kriminalroman. Gmeiner Verlag, Meßkirch 2021, ISBN 978-3-839-22804-3
- Schweizer Logout. Gmeiner Verlag, Meßkirch 2022, ISBN 978-3-839-20192-3